# Histoire de Kaysersberg

Les armories de la ville de Kaysersberg se blasonnent ainsi :
« D'argent à la bourse de sable ferrée d’or. »,.

L'histoire de Kaysersberg (Haut-Rhin) commencerait, en l'état actuel des connaissances, pendant l'Antiquité et nous est connue depuis le Moyen Âge où la ville de Kaysersberg et son château étaient territoires du Saint Empire romain germanique. C'est à l'époque moderne que Kaysersberg fut rattachée au royaume de France. Elle fut annexée à l'Empire allemand, en 1871 et retourna à la France, en 1918. Redevenue allemande en juin 1940 après la défaite française, elle retourna définitivement à la France en 1944 après la Libération. Le plus célèbre de ses enfants Albert Schweitzer y naquit, le 14 janvier 1875.

## Antiquité
Le Val d'Orbey était autrefois un des passages les plus fréquentés des Vosges, et il est à présumer qu'il ne fut pas négligé par les Romains, qui, d'après la tradition, y avaient établi un campement militaire.

## Moyen Âge
On fait mention pour la première fois de Kaysersberg en 1227, lorsque l'empereur du Saint-Empire romain germanique, Frédéric II du Saint-Empire, petit-fils de Frédéric Barberousse ordonne l'achat du petit château afin de contrôler la vallée de la Weiss qui relie la Haute Alsace à la Lorraine en passant par le col du Bonhomme.
À part quelques maisons et le couvent bénédictin situé à une demi-lieue en amont de la rivière, au lieu-dit Alspach, l'entrée de la vallée est alors inhabitée.
L'empereur y choisit de construire une des forteresses les plus imposantes de sa ligne de défense pour se protéger des ducs de Lorraine qui auraient pu profiter de ce passage facile pour envahir l'Empire. La bourgade entame alors une phase d'expansion et d'enrichissement.
En 1247, Henri de Stahleck, évêque de Strasbourg, s'efforça inutilement de s'emparer de la ville. Prise l'année suivante par le duc Mathieu de Lorraine, elle fut occupée, en 1261 par Rodolphe de Habsbourg, qui avait pris le parti de l'évêque de Strasbourg contre son évêque. Devenu empereur, il y revint en 1285. En 1334, Louis de Bavière l'engagea à Jean, roi de Bohême, et le reprit sur lui après un siège en 1336.

### Kaysersberg, ville impériale
Pour reconnaître son importance, le roi Adolphe Ier de Nassau lui accorde les mêmes droits et privilèges que ceux dont bénéficie déjà sa voisine Colmar : le 18 mars 1293, Kaysersberg devient ville d'Empire. À partir de ce moment-là, elle ne dépend plus que de l'Empereur : aucun seigneur ne pourra plus revendiquer de droits sur elle. Charles IV affranchit en 1347 les citoyens de Kaysersberg de toute juridiction étrangère.
L'empereur Charles IV y séjourne au printemps 1354 où il tint une assemblée des villes libres de l'Alsace pour aviser aux moyens de maintenir la paix publique. Il se révèle être le grand bienfaiteur de la ville, lui accordant de nouveaux privilèges. Il appuie de son autorité la création de la Décapole, le 24 septembre 1354.
En ce jour, dix villes alsaciennes se réunissent au sein d'une ligue. Elles se promettent assistance et protection mutuelle. Traversant les tourmentes de l'Histoire, la Décapole subsistera pendant trois siècles. Kaysersberg se développe grâce à l'artisanat et en particulier au négoce du vin d'Alsace si bien qu'au XIVe siècle et au XVe siècle, la ville fut agrandie, malgré les protestations du seigneur de Ribeaupierre et de Lupfen. La ville de Strasbourg fut choisie pour arbitrer le différend en 1647.

## Epoque moderne
En 1525, pendant la Guerre des Paysans allemands, les paysans révoltés s'emparèrent de Kaysersberg en l'abandonnant presque aussitôt pour aller combattre à Scherwiller les troupes du duc Antoine. Ils y furent massacrés par les troupes lorraines.
Maximilien lui donne en 1573 comme bailli impérial Lazare de Schwendi qui a combattu en Hongrie et pris la ville de Tokaj. C'est là qu'il aurait recueilli quelques plants de vigne du fameux cépage dont il fit don à la ville de Kaysersberg. Ces quelques plants se sont largement multipliés et ont fait la réputation viticole de la ville. Le comte Antoine Henri d'Andlau en fut le dernier titulaire.
La guerre de Trente Ans ruinera la florissante ville. Elle se repeupla peu à peu jusqu'à la Révolution française et retrouva alors ses activités d'antan.
La ville de Kaysersberg renfermait avant la Révolution, une commanderie de l'Ordre Teutonique et un couvent de Récollets ; ce dernier s'était trouvé, jusqu'en 1483, dans la vallée de Saint-Jean, derrière Alspach.
En 1789, le médecin de Kaysersberg, François Antoine Meyer, est élu député du tiers état des villes de la Décapole d'Alsace aux États généraux. Ensuite, profitant de la vente des biens nationaux, il devient un des hommes les plus riches de la ville,.

## Epoque contemporaine
Au cours de la période révolutionnaire de la Convention nationale (1792-1795), la commune a porté le nom de Mont-Libre.
Au cours du XIXe siècle, l'activité textile se développa dans le village.
A la fin du XIXe siècle, une ligne de chemin de fer exploité par la KTB puis CVK reliait Colmar a Lapoutroie en passant par Kaysersberg.

### Seconde Guerre mondiale
Après la défaite française de juin 1940, Kaysersberg comme l'ensemble de l'Alsace-Lorraine fut annexée au IIIe Reich.
Le 4 décembre 1944, Kaysersberg devient le verrou de la poche de Colmar. La ville est mise en état de siège par des éléments de la 189e ID sous les ordres du major Georges Herbrechtsmeier.
Le 16 décembre 1944, des éléments de la 36e division d'infanterie accompagnés d'un peloton du 1er régiment de cuirassiers français venu d'Aubure, occupent les hauteurs au-dessus du château. Le 18 décembre 1944, les blindés d'un Combat command arrivent de Riquewihr, à travers le vignoble, tandis que les légionnaires descendent par la vallée d'Aspach. Le soir du même jour après d'âpres combats le PC allemand se rend et tous les éléments alliés font leur liaison libèrant ainsi Kaysersberg. La ville est endommagée par les combats d'artillerie et les combats de rue, et la commune sera décorée, le 12 février 1949, de la Croix de guerre 1939-1945.